# 最後
| ウィキペディアには「最後」という見出しの百科事典記事はありません（タイトルに「最後」を含むページの一覧/「最後」で始まるページの一覧）。 代わりにウィクショナリーのページ「最後」が役に立つかもしれません。 |